# Lenyra
Lenyra é um gênero de traça pertencente à família Brachodidae.